# Museo degli strumenti per il calcolo
Il Museo degli strumenti per il calcolo si trova nel centro di Pisa, nell'area degli ex-macelli, fa parte del Sistema Museale di Ateneo dell'Università di Pisa ed è cogestito dalla Fondazione Galileo Galilei.

## Storia
L'idea del museo nacque nel 1989 quando fu creato un Centro per la Conservazione e lo Studio degli Strumenti Scientifici per valorizzare le collezioni di strumentazioni antiche del Gabinetto di Fisica Sperimentale dell'ateneo pisano.
L'idea di realizzare un museo dei calcolatori, che documentasse l'evoluzione della storia del calcolo attraverso i suoi stessi strumenti, fu accolta nel 1993 dal Ministero dell'università e della ricerca scientifica e tecnologica che costituì una "Commissione Nazionale per il Museo degli Strumenti per il Calcolo", al fine di predisporre un piano organico per la sua realizzazione.
Attualmente il Museo si trova presso l'area dei vecchi macelli di Pisa (entrata da via Largo Padre Renzo Spadoni 2/B) dove sta sorgendo la "Cittadella galileiana", voluta dal Comune di Pisa e dalla Regione Toscana. Presso il Museo si tengono mostre e convegni, iniziative divulgative, laboratori didattici e visite guidate per le scuole.
Il museo fa parte del Sistema museale di Ateneo dell'Università di Pisa.

## Collezioni
In origine, la prima sezione comprendeva strumenti scientifici di fisica e astronomia del XVIII, XIX e prima metà del XX secolo, che includono il Fondo Pacinotti, con invenzioni dello scienziato pisano, tra cui la celebre "macchinetta". Attualmente, questi strumenti non fanno più parte del Museo degli Strumenti per il Calcolo e sono conservati in un museo separato all’interno della Ludoteca Scientifica. Completano le collezioni museali importanti archivi, quali quello dello stesso Pacinotti, l'Archivio Fermi-Persico e l'Archivio Riccardo Felici.
La collezione informatica, unica in Italia e notevole a livello internazionale, spazia dagli aritmometri dell'800, ai grandi calcolatori degli anni 50-90 e comprende pezzi unici, come la Calcolatrice Elettronica Pisana (1961), intorno alla quale si formò la prima scuola italiana di informatica, nonché le repliche dell'addizionatore e i simulatori della Macchina Ridotta (1957), in assoluto il primo calcolatore progettato e costruito in Italia, a Pisa.

### Grandi calcolatori
- Calcolatrice Elettronica Pisana
- Bull Gamma 3
- Calcolatore dell'Istituto nazionale per le applicazioni del calcolo
- Olivetti Elea 6001
- Tau 2
- Cray X-MP
- Cray Y-MP2E
- Cray T90
- Array Processor Experiment
- nCUBE 2

## Mostre temporanee
- Hello World! L’informatica dall’aritmometro allo smartphone (19 ottobre 2019 - 19 maggio 2025), presso il Polo Le Benedettine, curata da Chiara Bodei, Fabio Gadducci, Giuseppe Lettieri[3].
- NON SOLO CALCOLO – vita lavorativa e tempo libero prima dell’arrivo di Internet (6 giugno 2025 - in corso), presso il museo stesso, curata da Fabio Gadducci, Giuseppe Lettieri, Antonio Viti[4]

## Galleria d'immagini

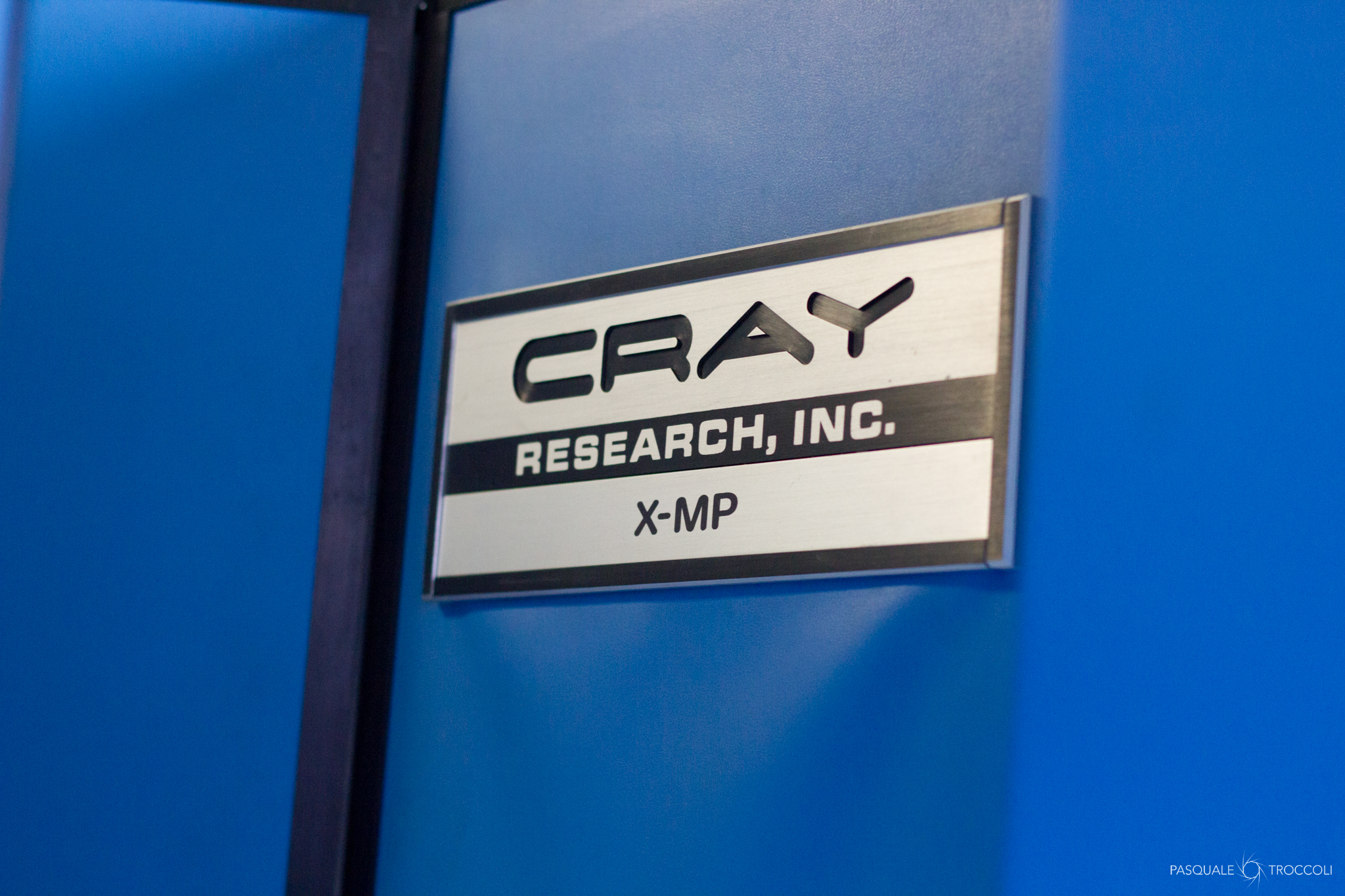
Cray XM-P ID
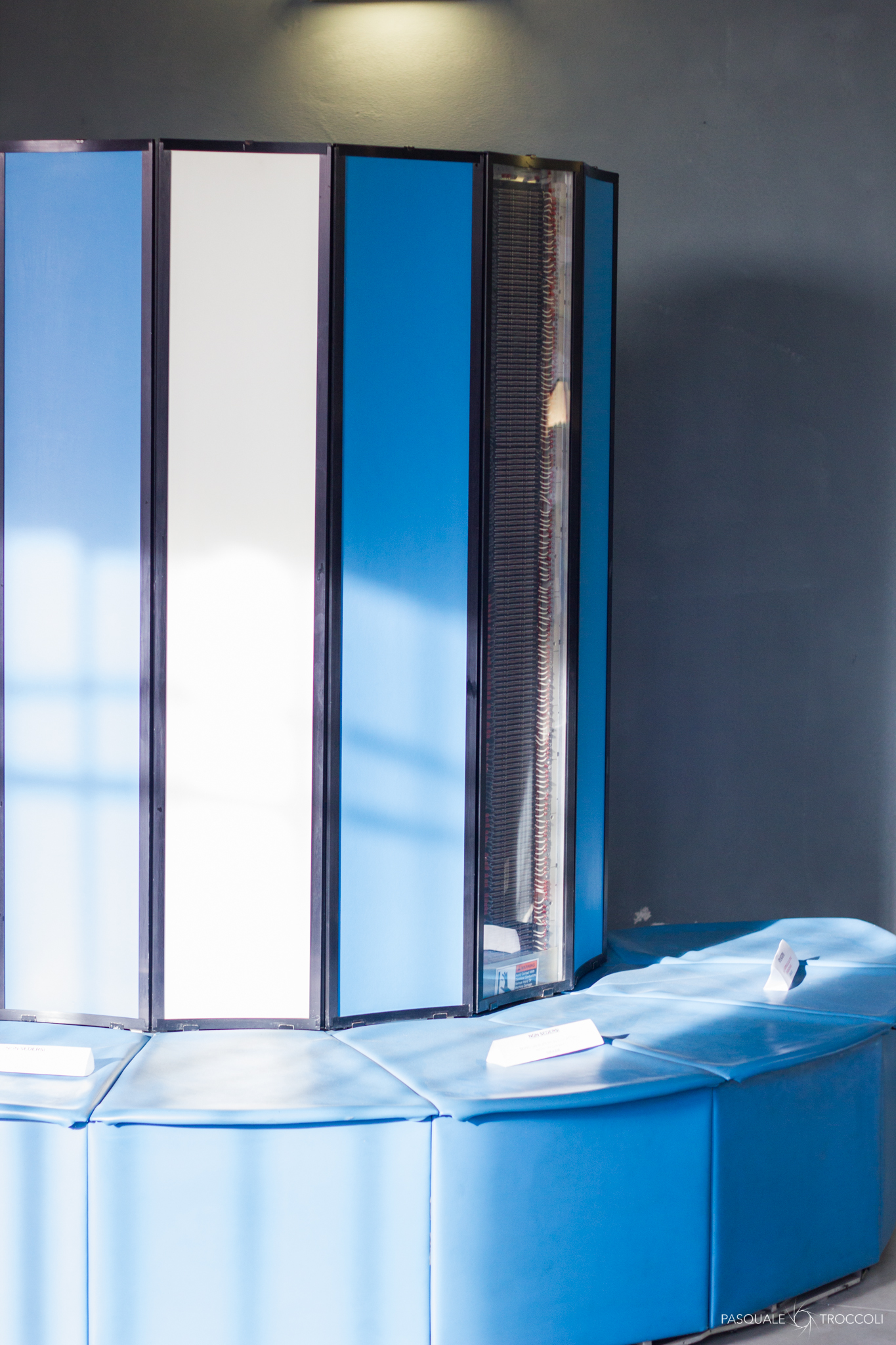
Cray XM-P
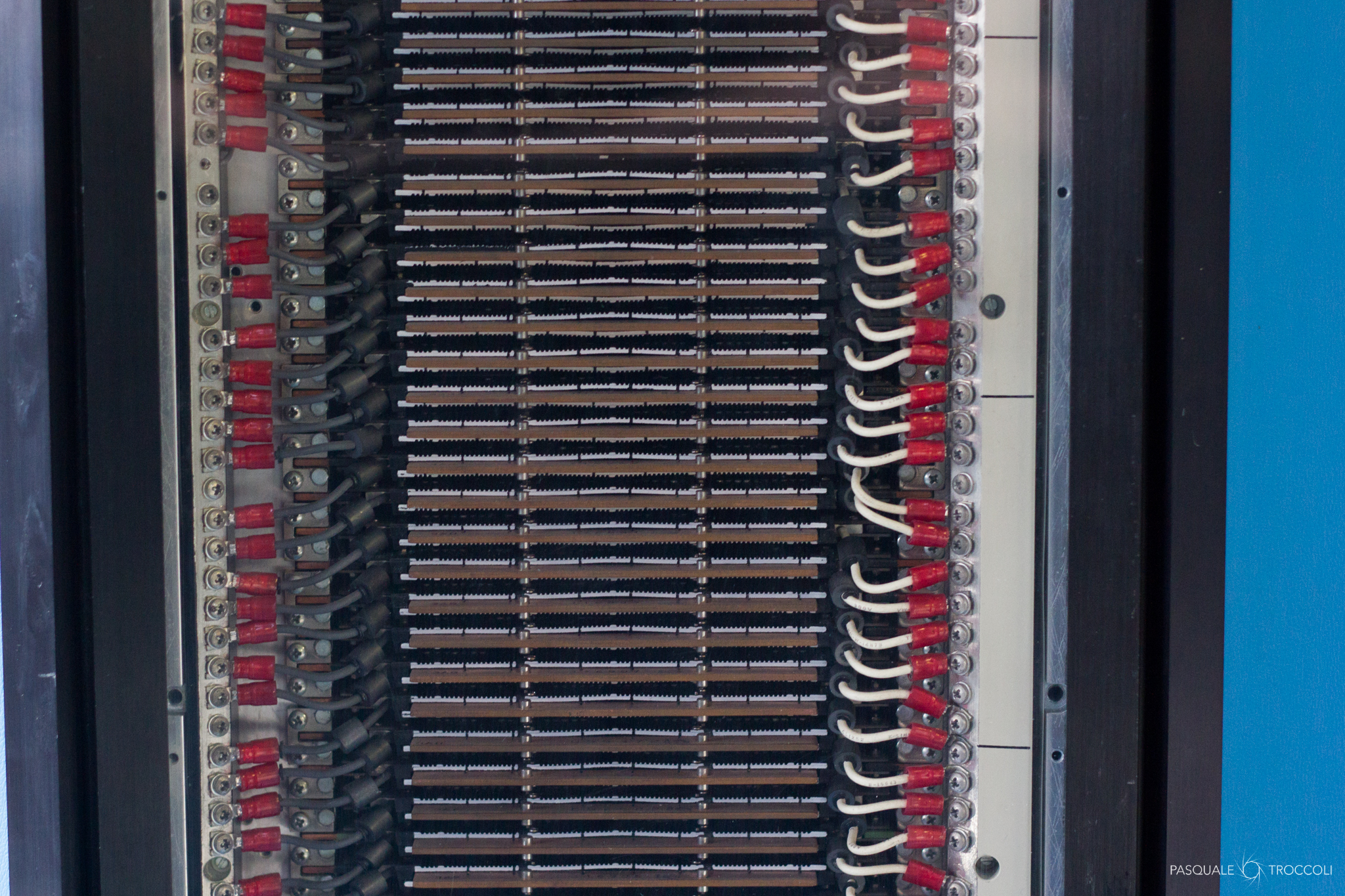
Scheda madre Cray XM-P
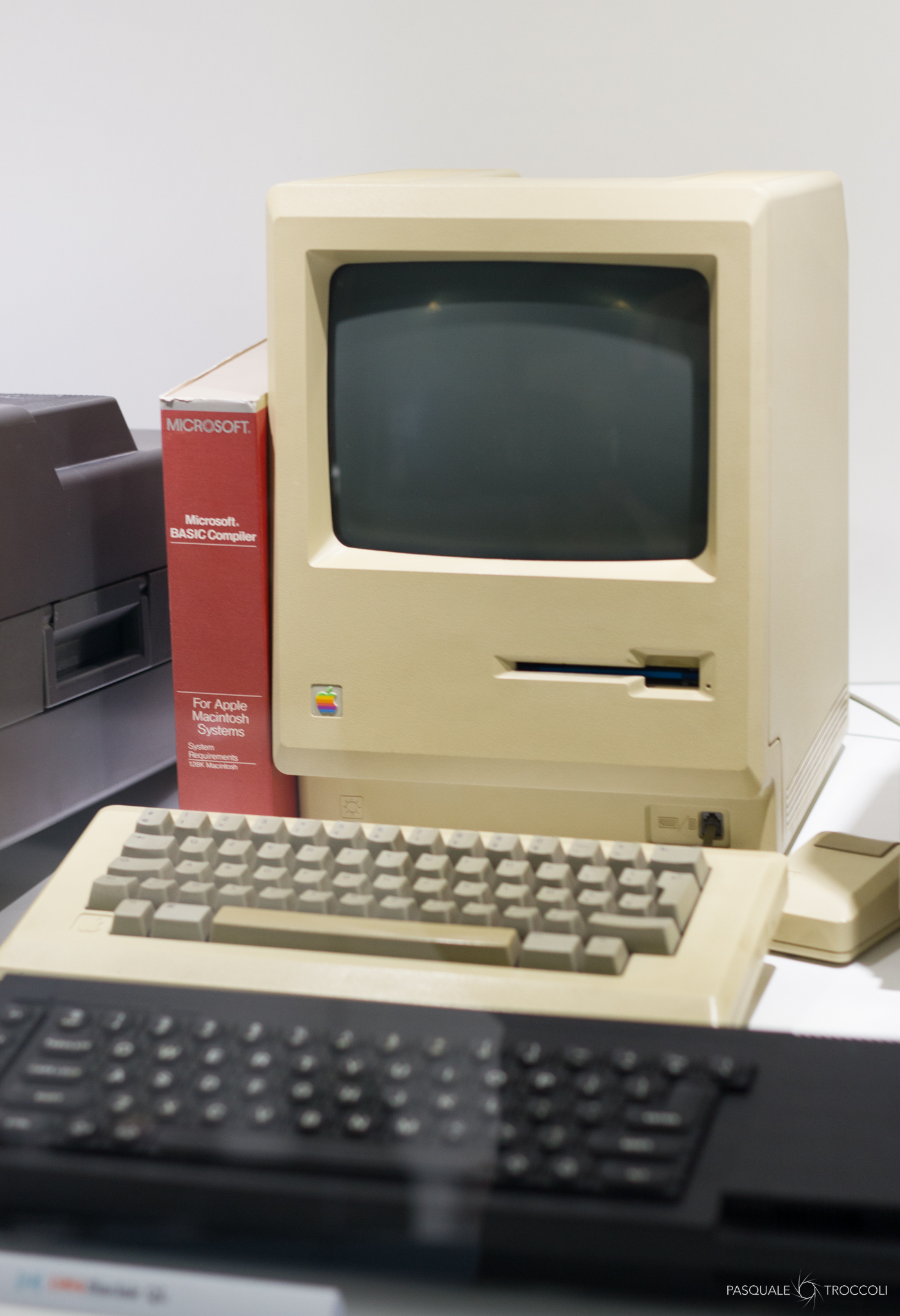
Macintosh Plus
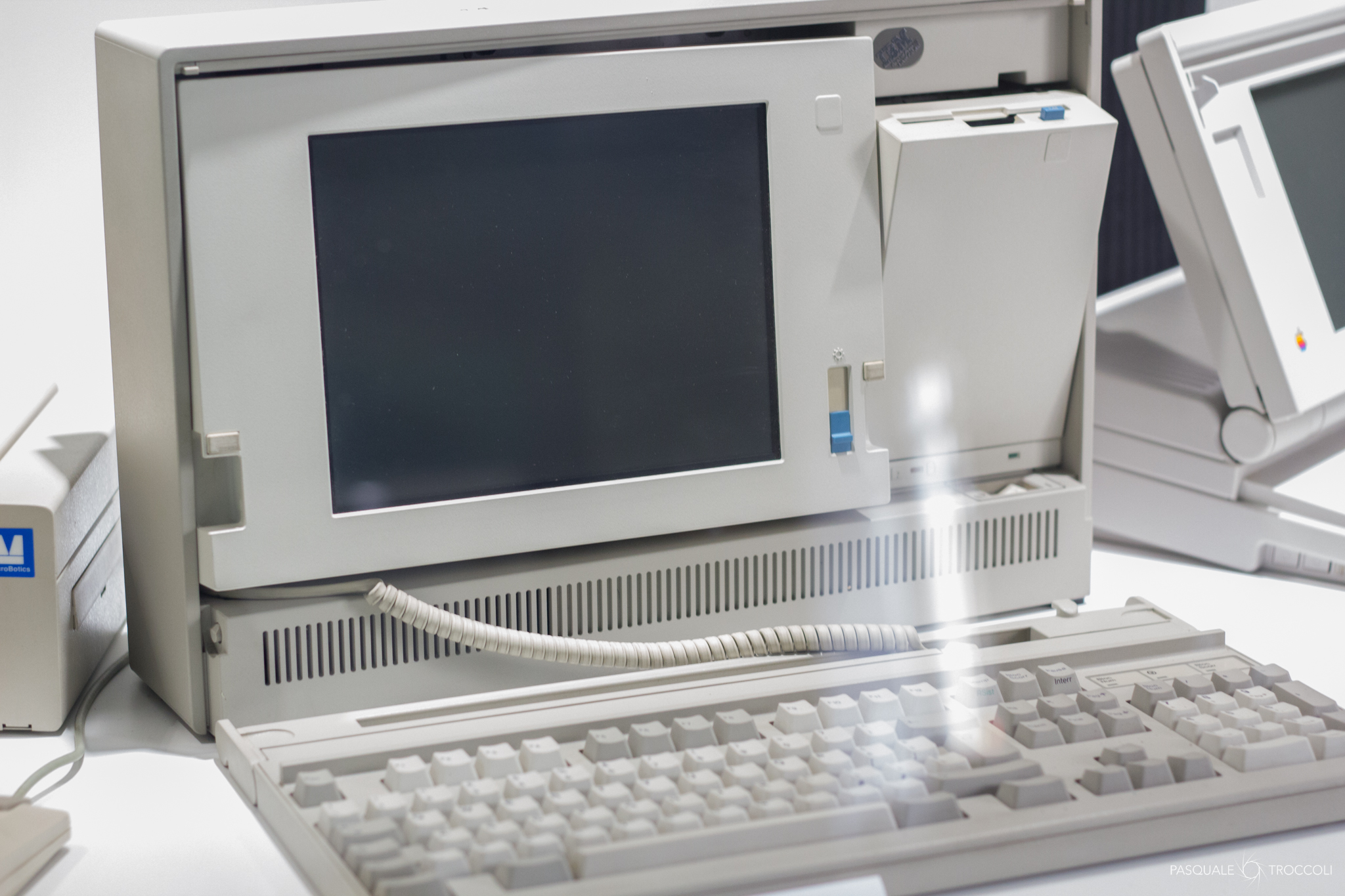
Computer portatile IBM PS/2
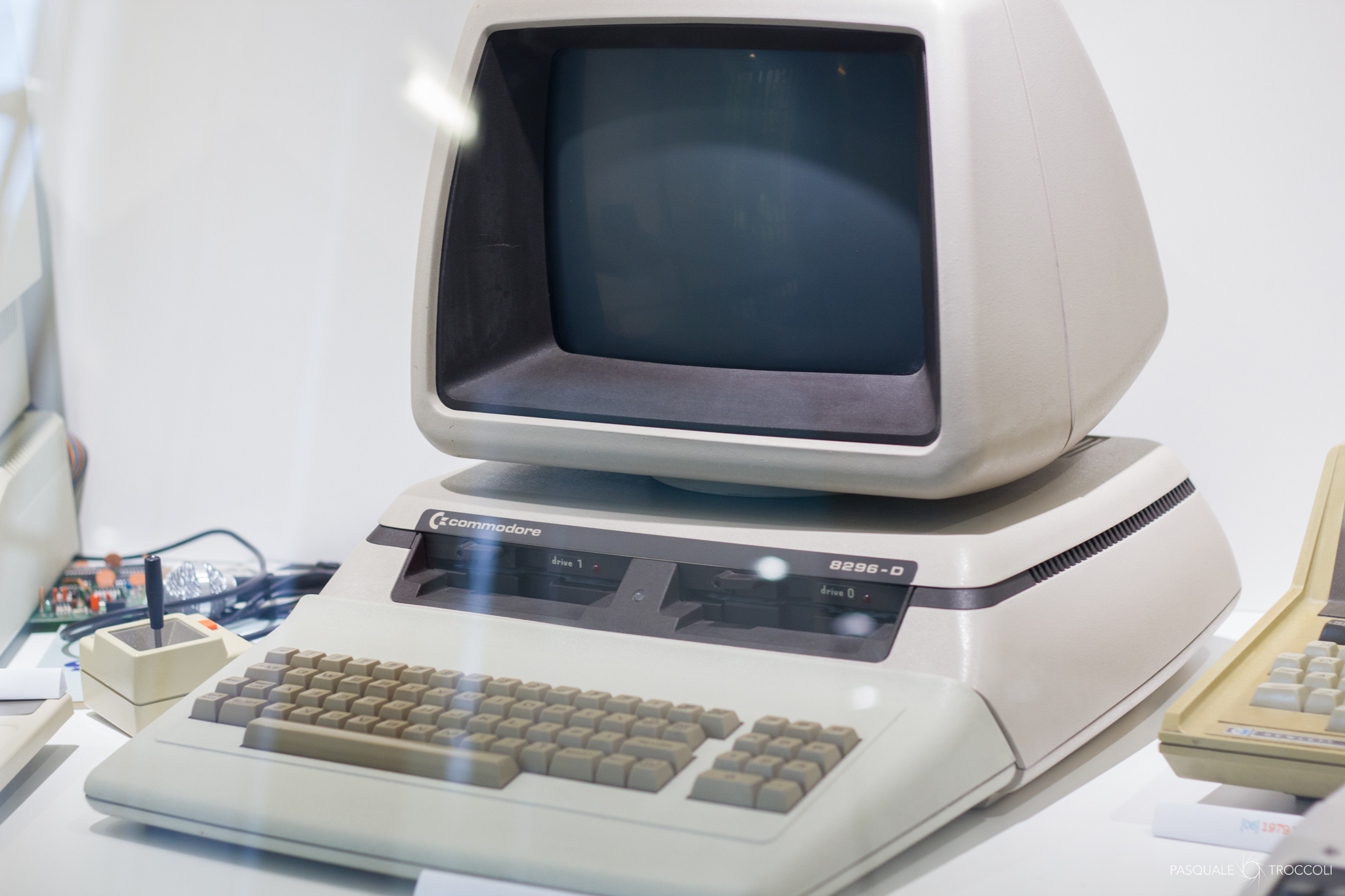
Commodore PET 8296
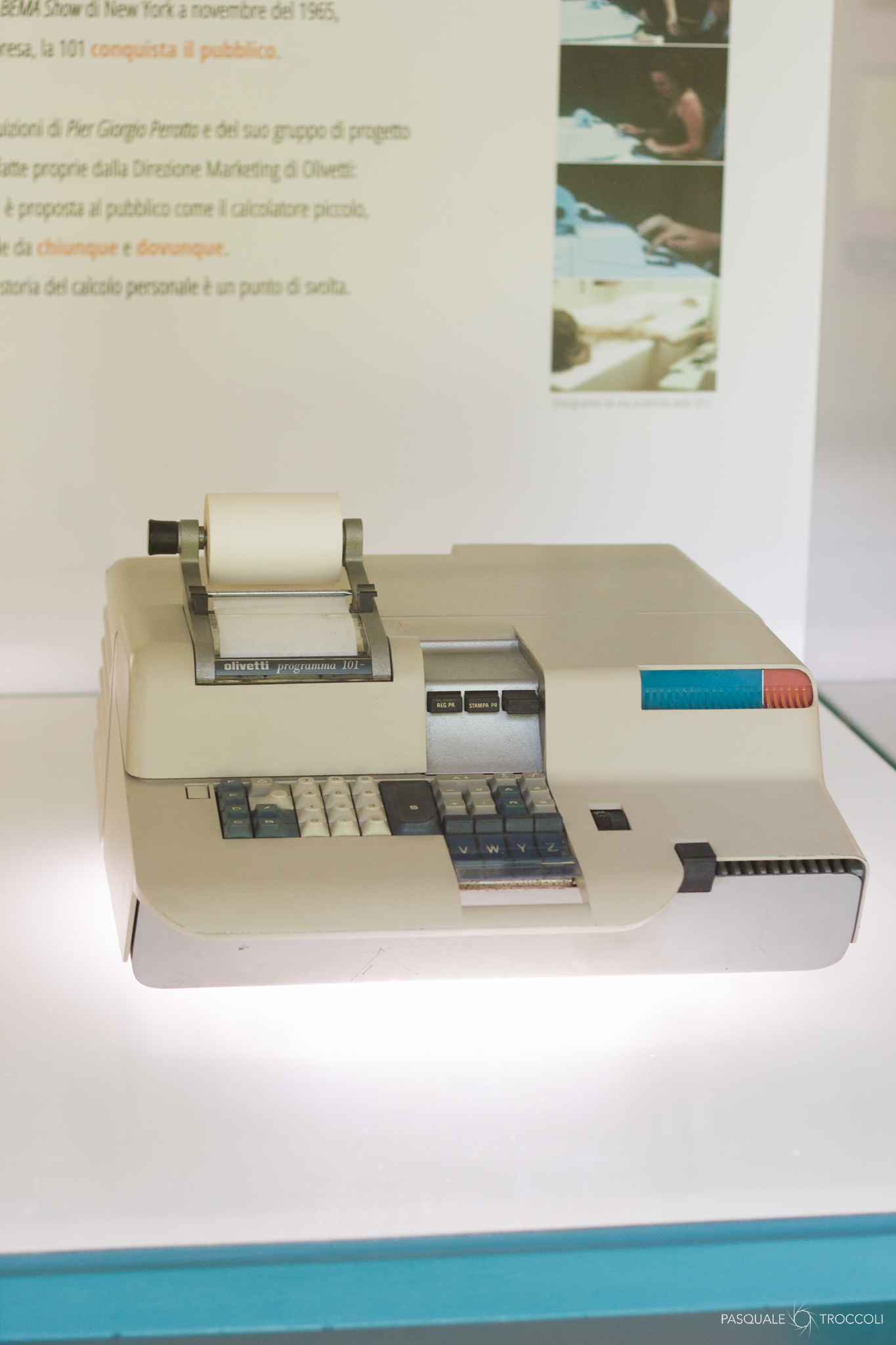
Olivetti Programma 101 ("La Perottina")
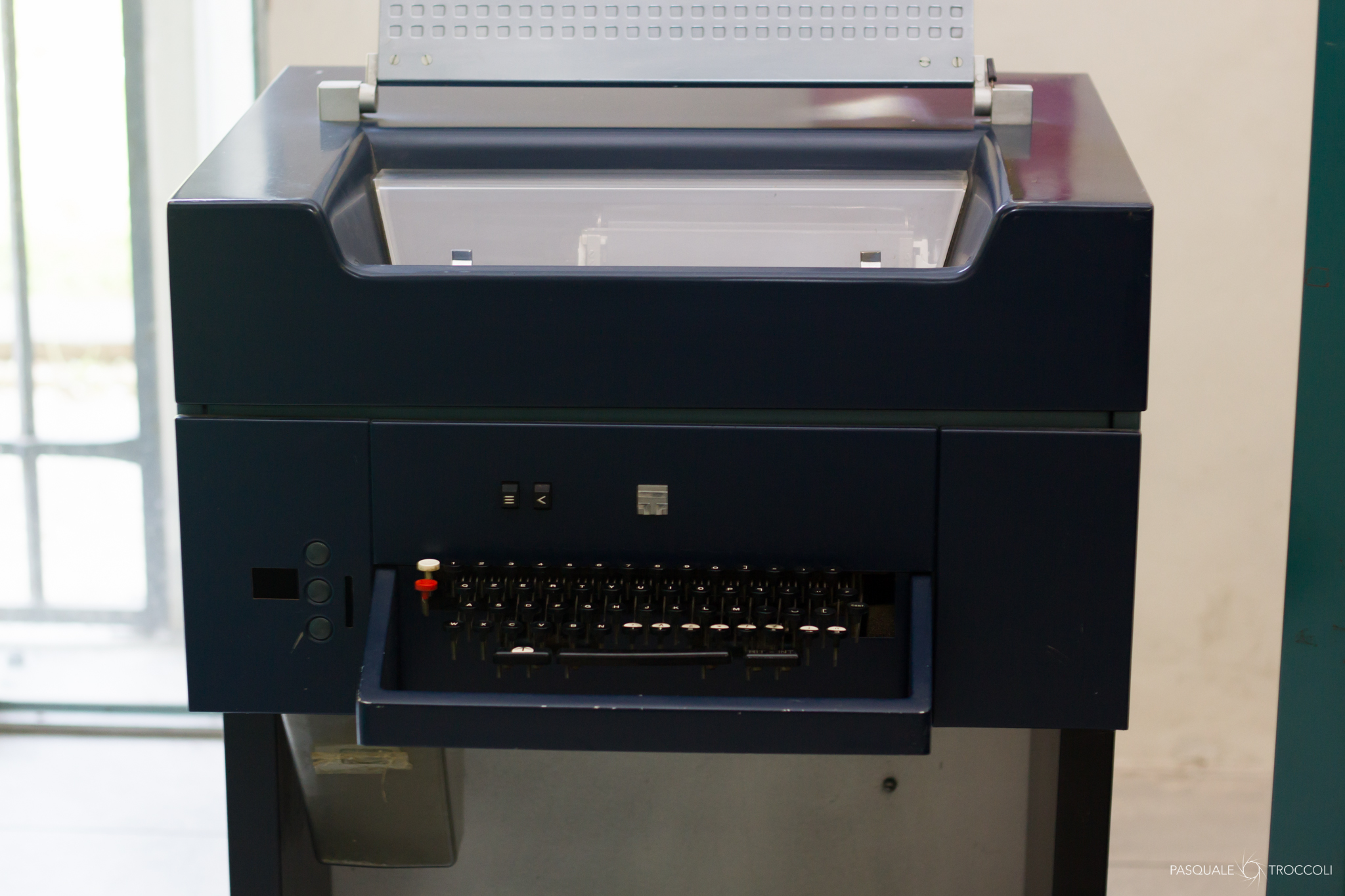
Terminale Elea
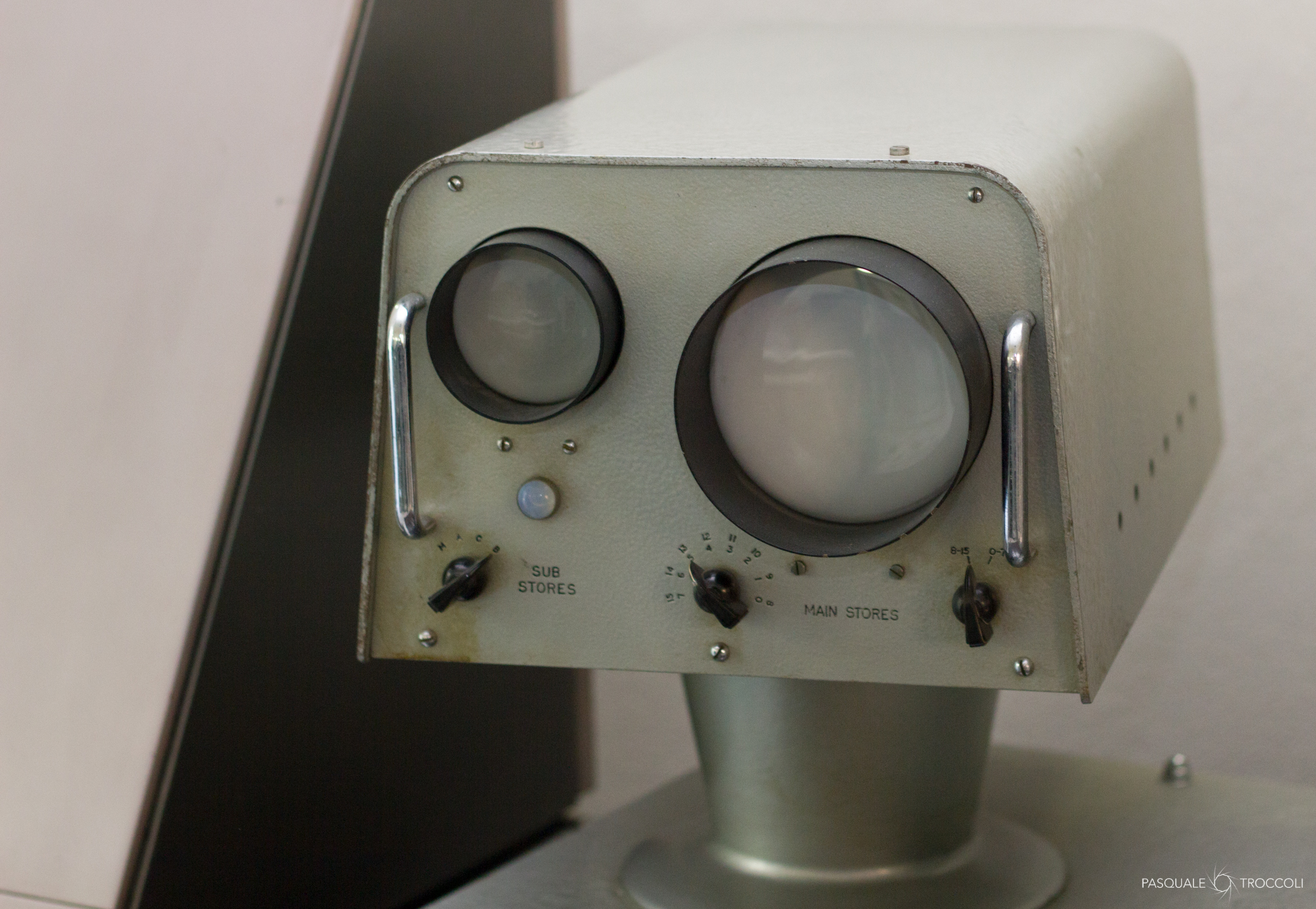
Tubo Williams: dispositivo RAM a raggi catodici
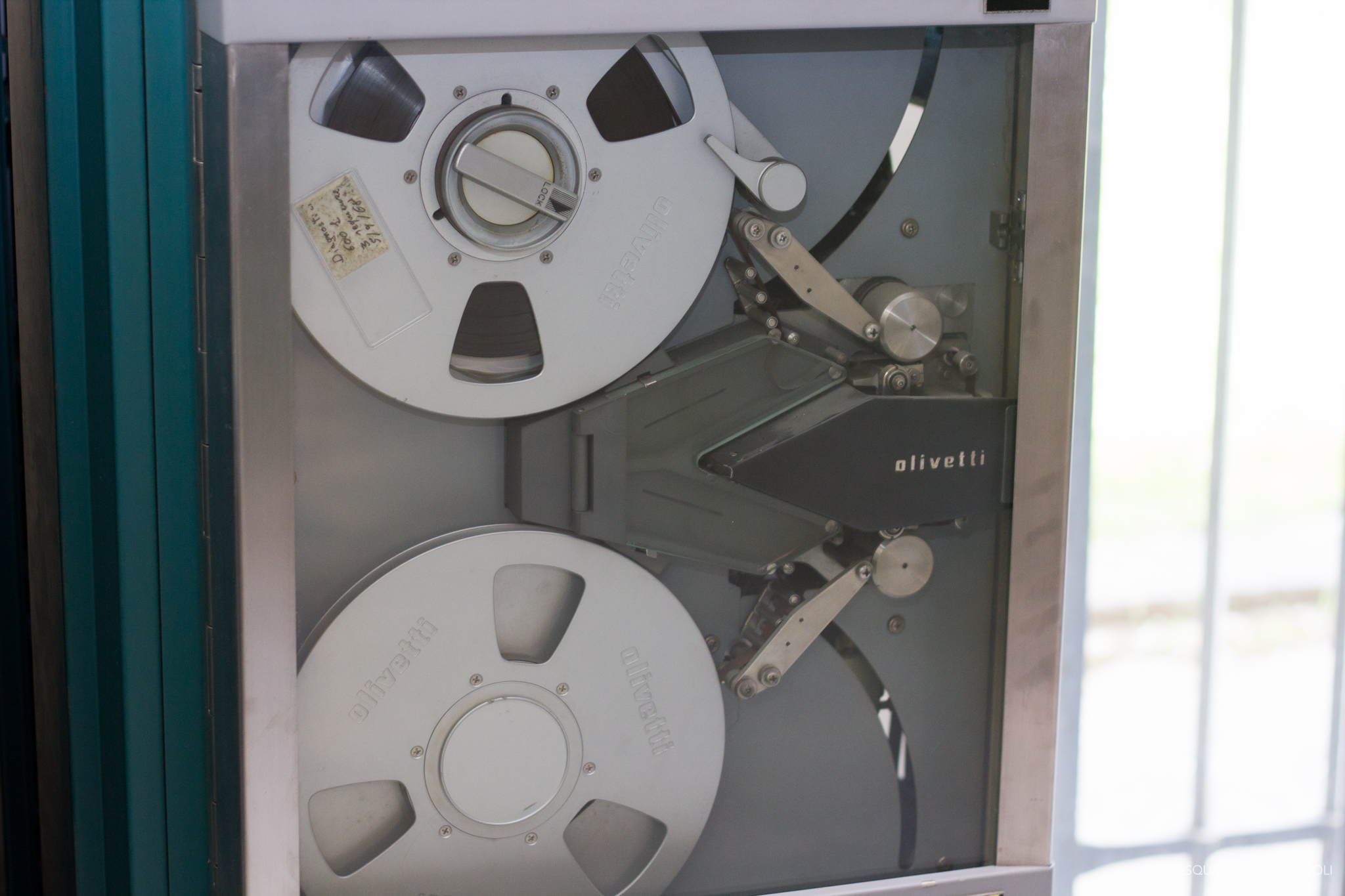
Olivetti - Unità nastri magnetici
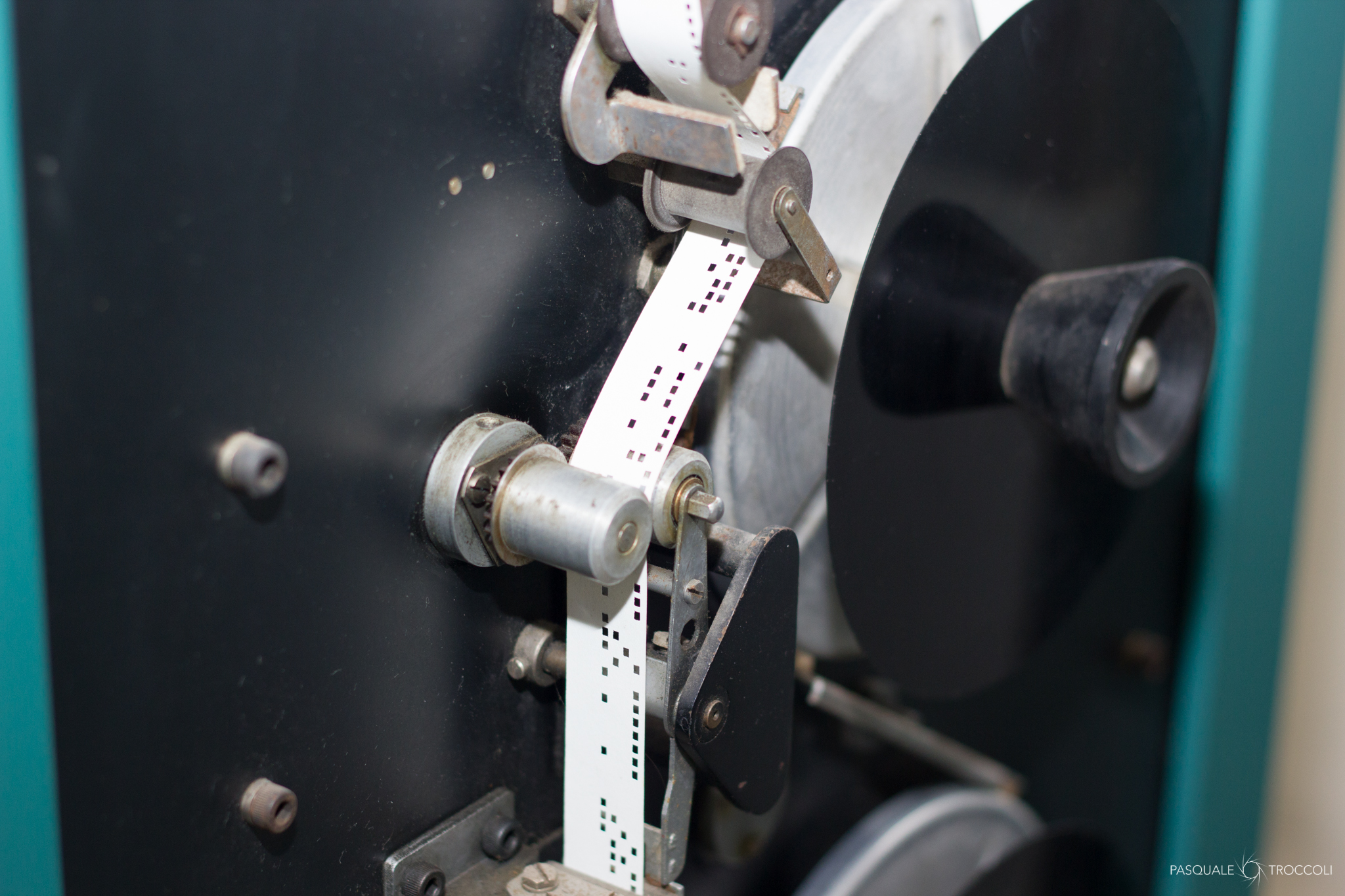
Nastro perforato
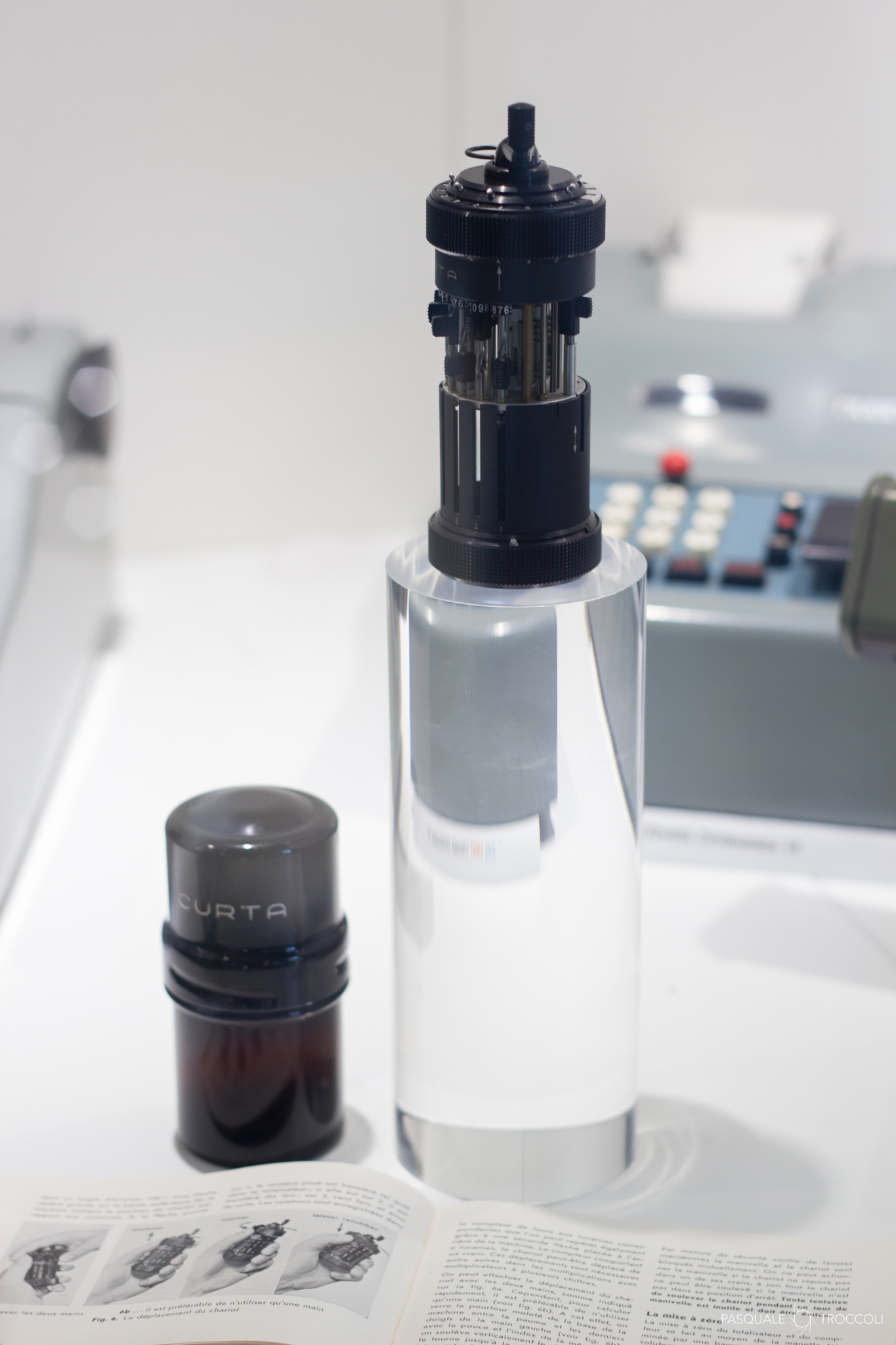
Calcolatrice meccanica Curta
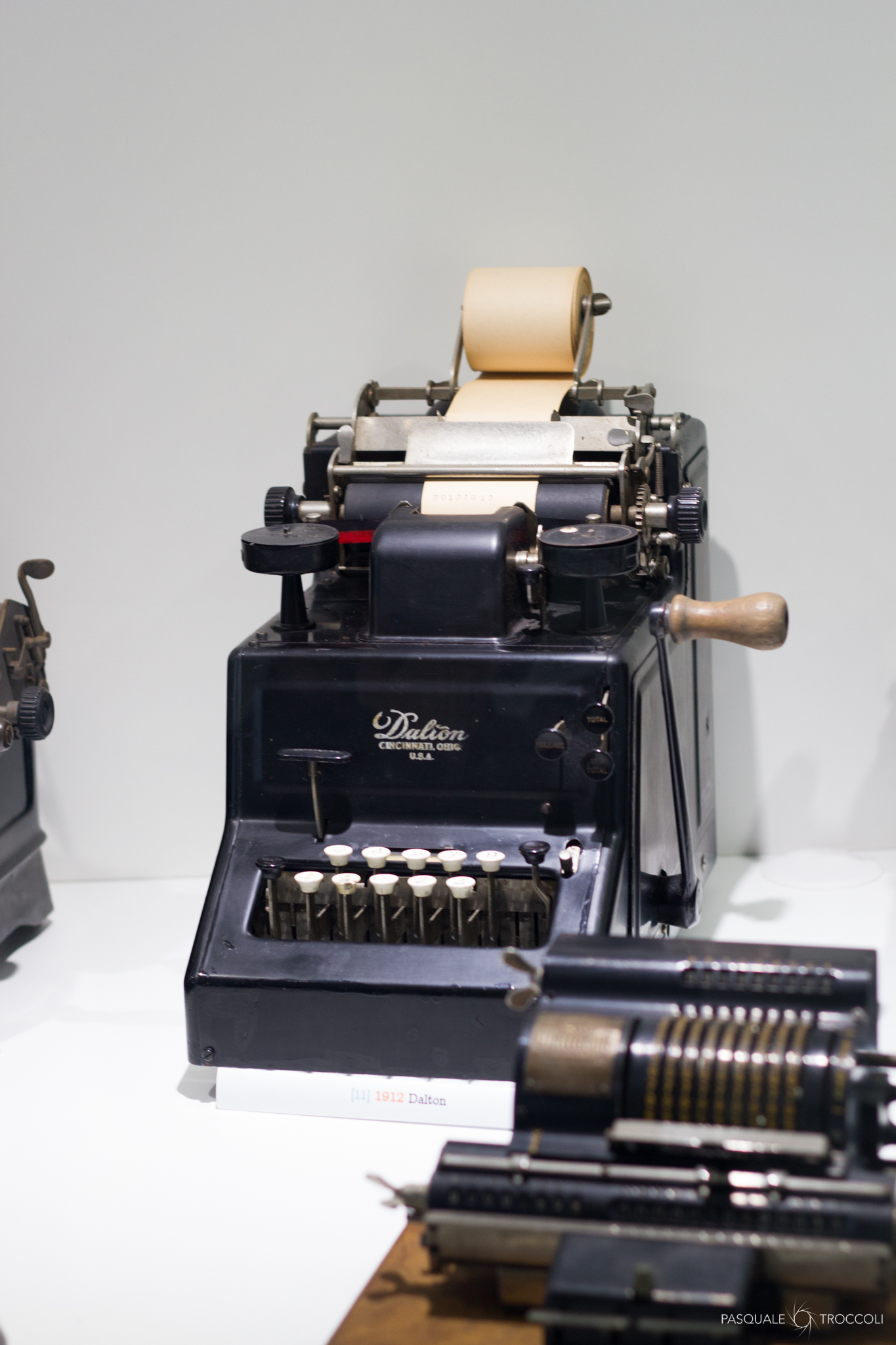
Calcolatrice Dalton
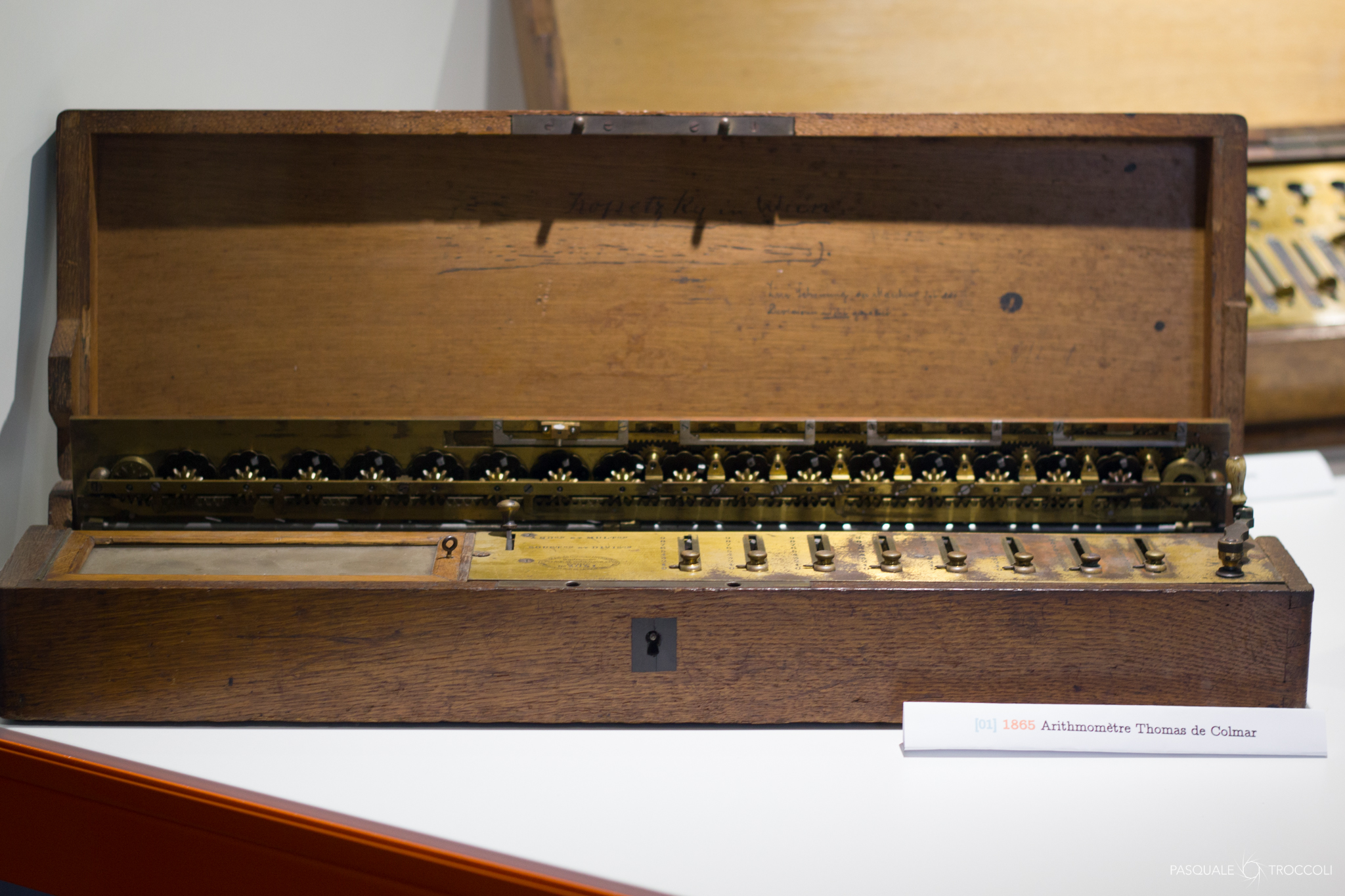
Macchina calcolatrice XIX secolo

### CEP

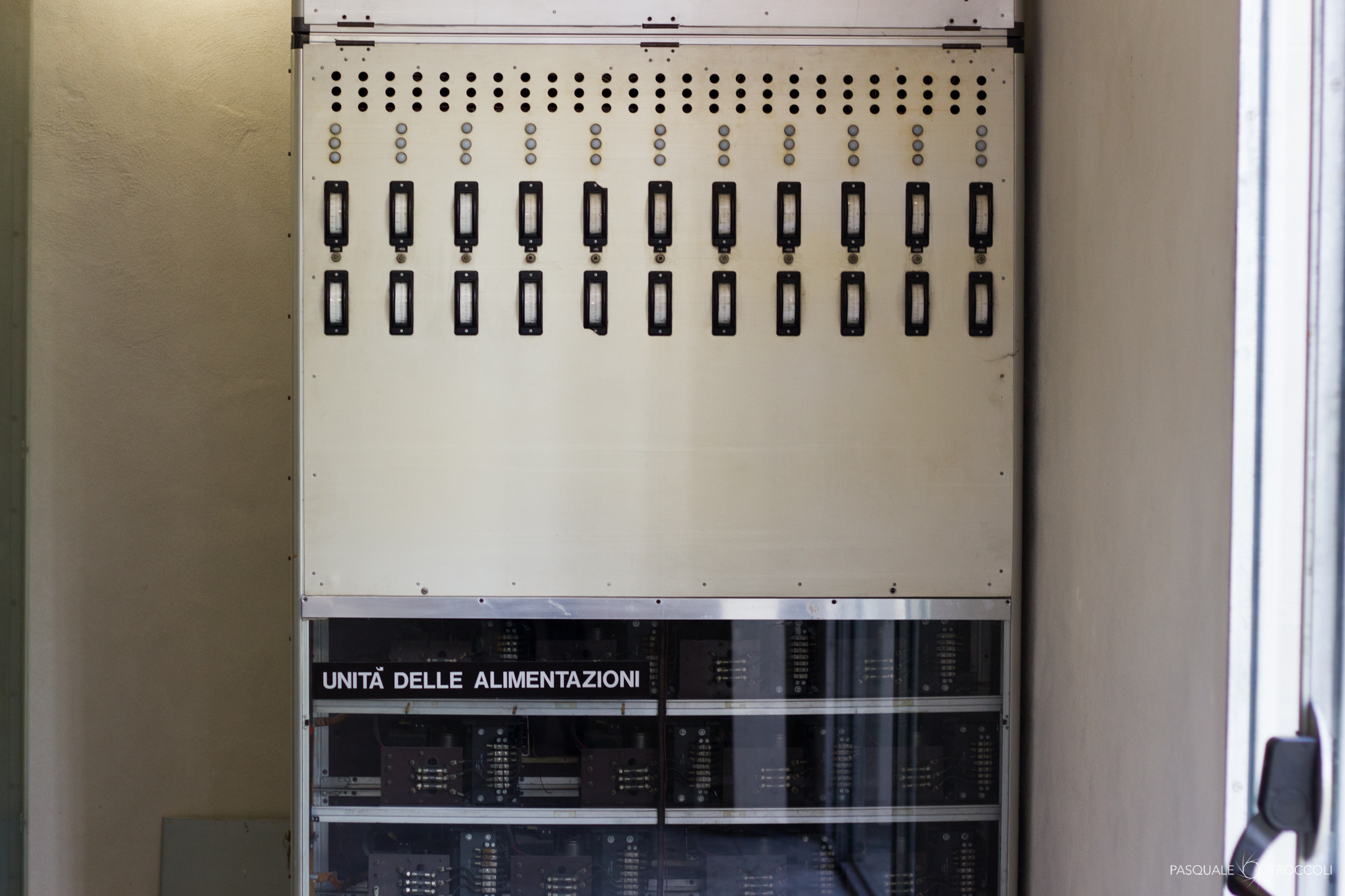
Unità di alimentazione CEP - Calcolatrice Elettronica Pisana
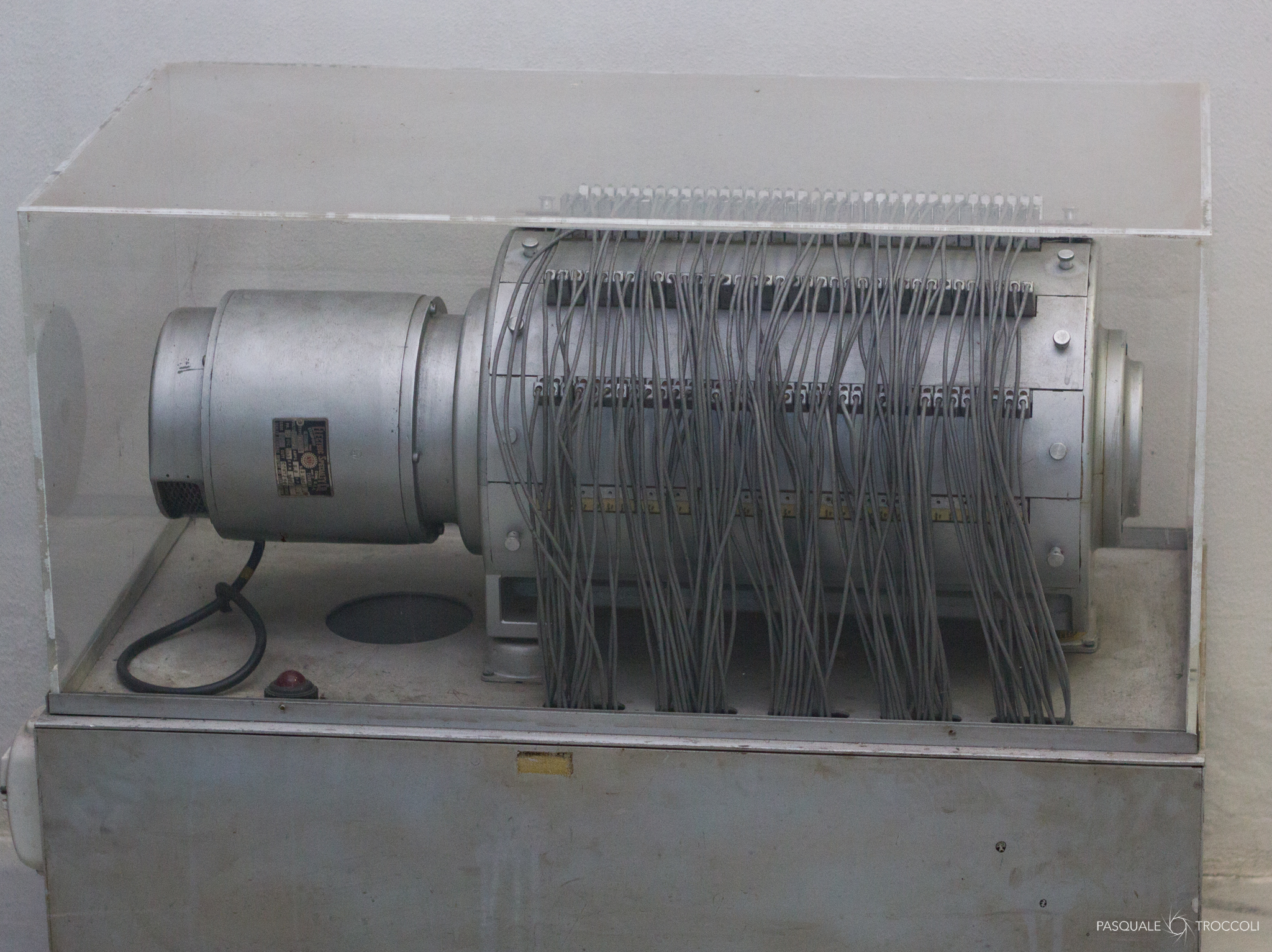
Hard drive CEP - Calcolatrice Elettronica Pisana
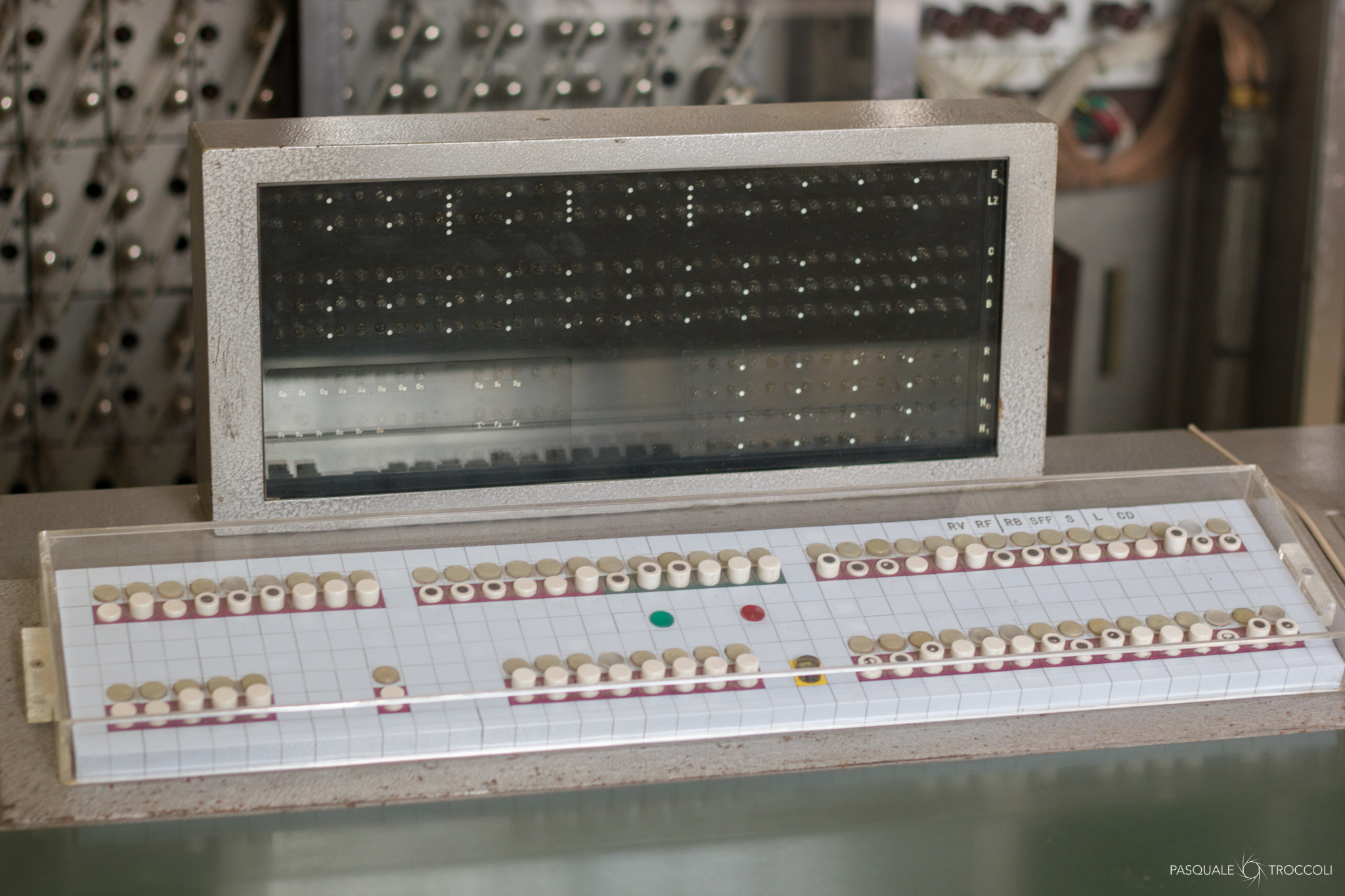
Controllo registri CEP - Calcolatrice Elettronica Pisana
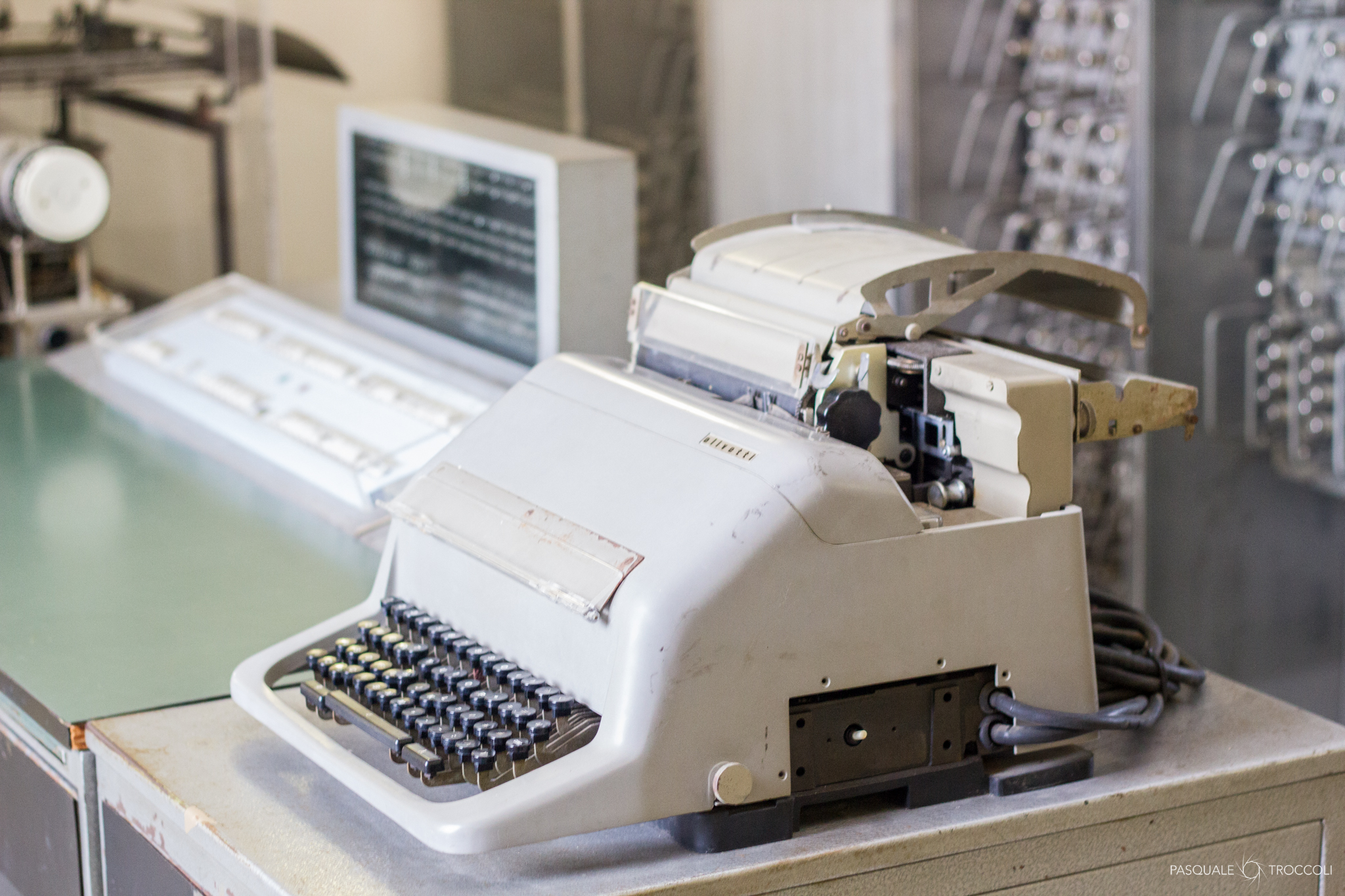
Telescrivente CEP - Calcolatrice Elettronica Pisana
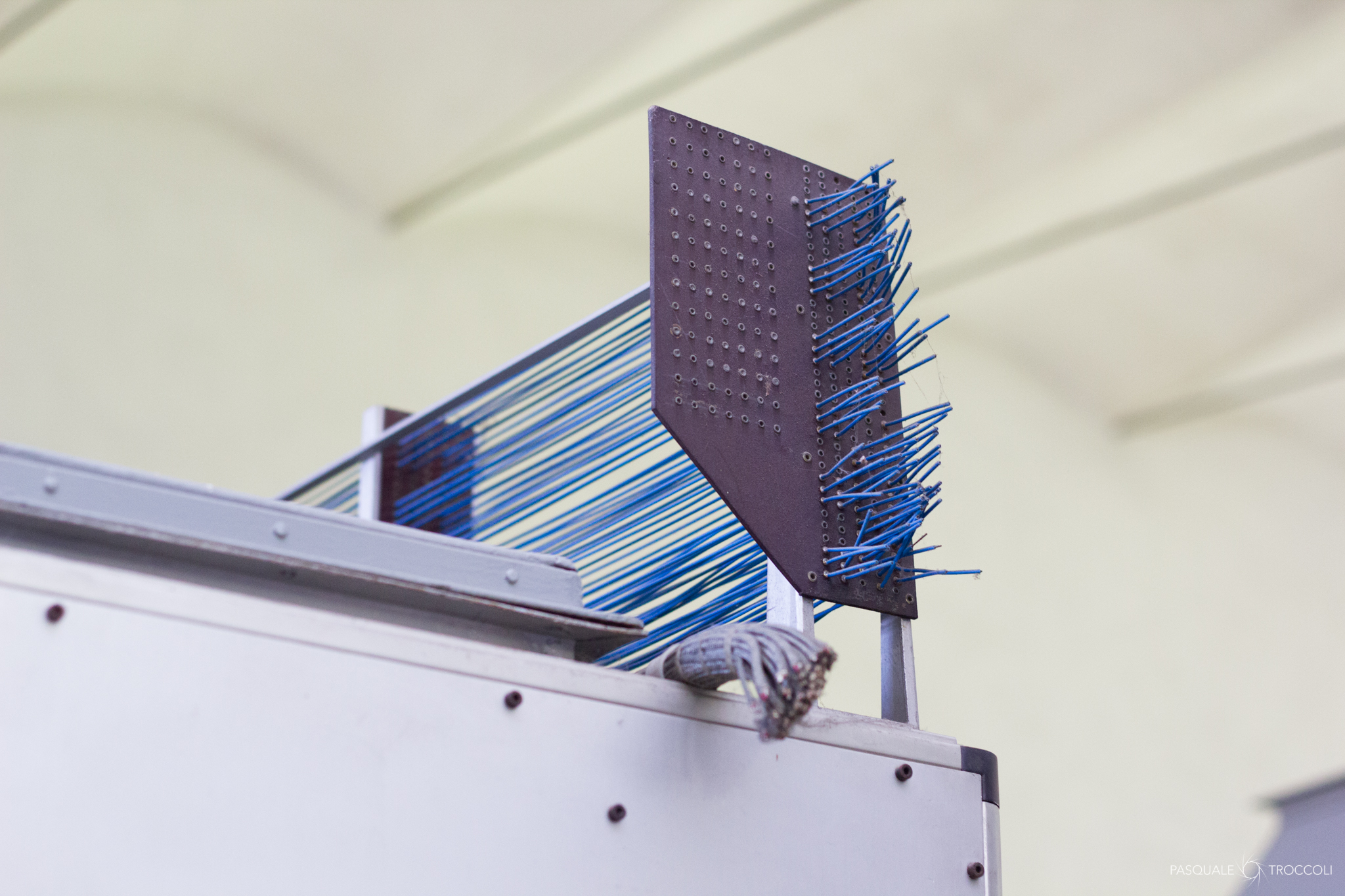
BUS della CEP - Calcolatrice Elettronica Pisana
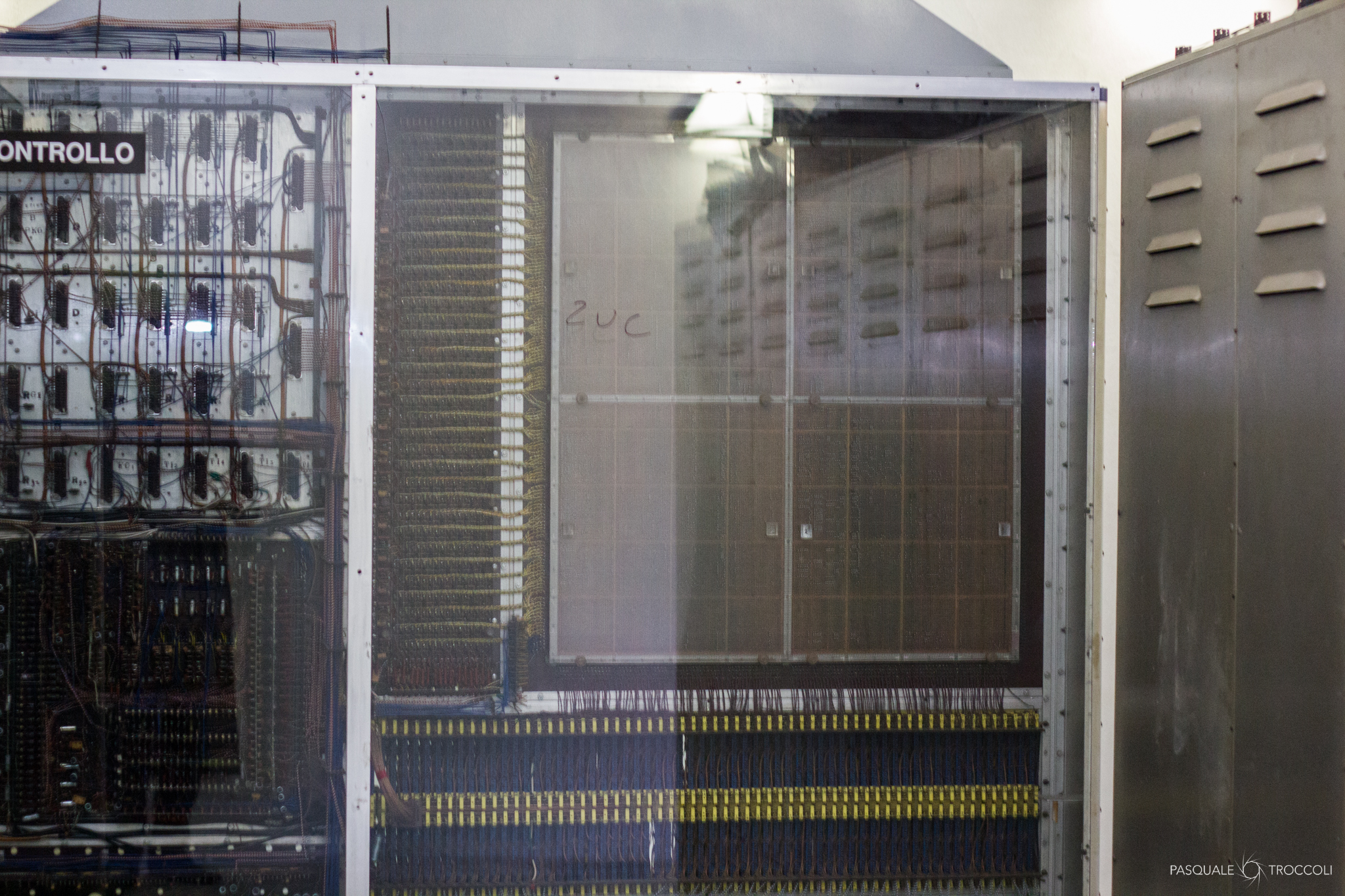
Unità di elaborazione della CEP - Calcolatrice Elettronica Pisana
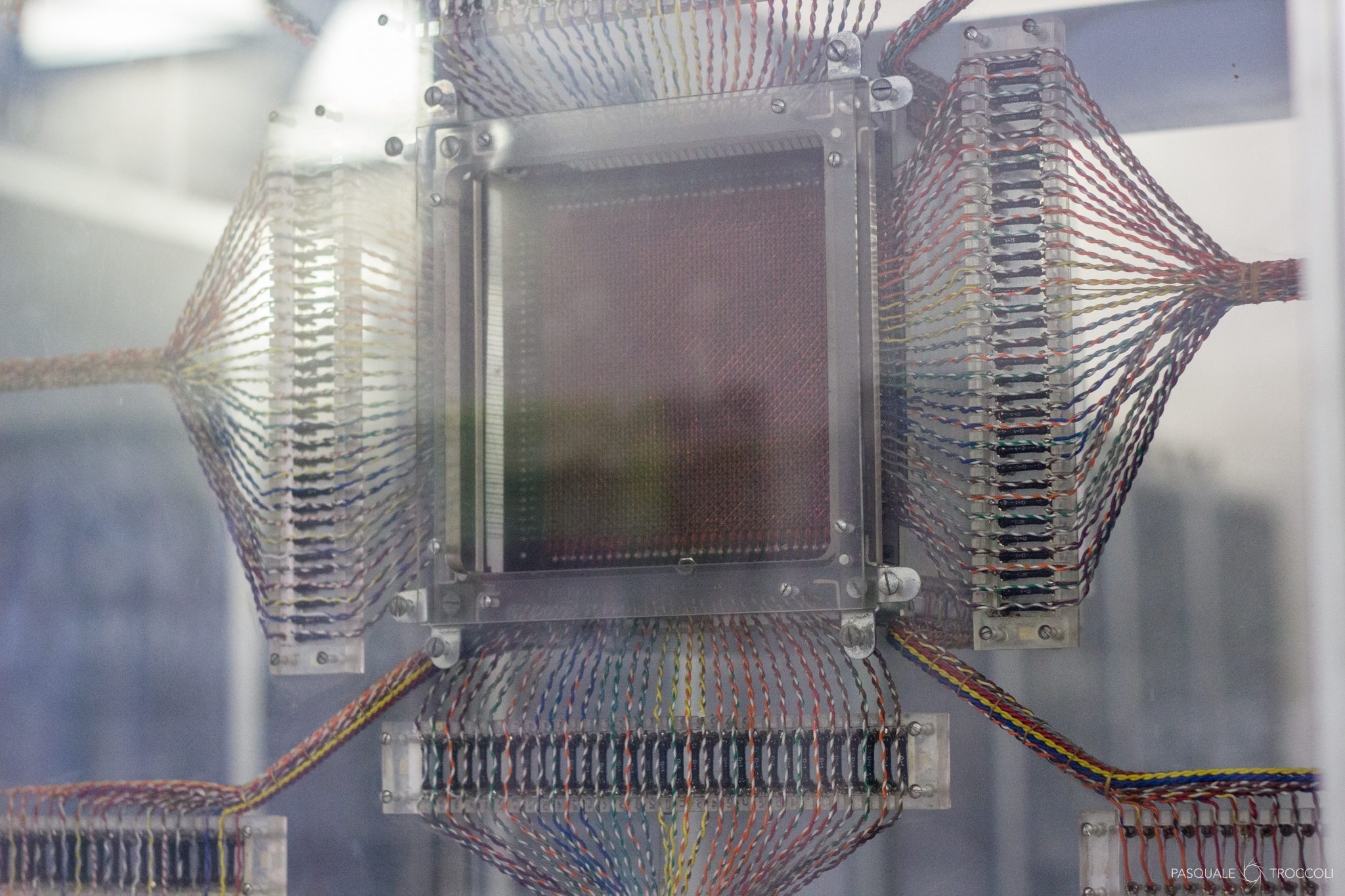
RAM ferromagnetica della CEP - Calcolatrice Elettronica Pisana